# Región Estratégica de Defensa Integral

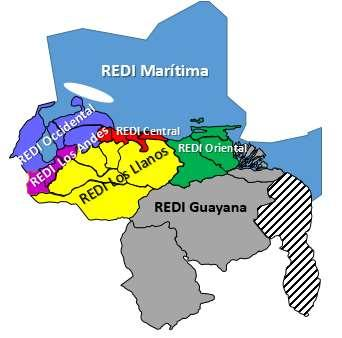
Cartografía de la REDI.

La Región de Estratégica de Defensa Integral, más conocida por sus siglas (REDI) es un espacio definido entre varios Estados de Venezuela, que hacen una agrupación conjunta para la defensa del territorio nacional

## Definición militar
“Agrupación territorial de fuerzas y medios en un espacio del territorio nacional con características geoestratégicas, (...) sobre la base de la concepción estratégica defensiva nacional para planificar, conducir y ejecutar operaciones de defensa integral, a fin de garantizar la independencia, la soberanía, la seguridad, la integridad del espacio geográfico y el desarrollo nacional". 

## Historia
Son inicialmente creadas 5 REDI según mandato presidencial del presidente Hugo Rafael Chávez Frías.
En la actualidad hay 8 Regiones Estratégicas de Defensa Integral, siendo las:
1. REDI LOS ANDES
2. REDI CAPITAL
3. REDI CENTRAL
4. REDI OCCIDENTAL
5. REDI ORIENTAL
6. REDI LOS LLANOS
7. REDI GUAYANA
8. REDI MARÍTIMA E INSULAR

Posteriormente, se creó la REDI Marítima Insular, incluyendo al estado Nueva Esparta, las Dependencias Federales y el control de la zona económica exclusiva de Venezuela en el Mar Caribe; la REDI Los Andes, producto de la división geográfica de la REDI Occidental, para crear una región entre los estados Mérida, Trujillo y Táchira; y por último, se creó la REDI Capital, producto de la división de la REDI Central, creando una región militar única para los estados Miranda, Vargas y el Distrito Capital. Actualmente, el Sistema Defensivo Territorial venezolano está conformado por ocho Regiones Estratégicas de Defensa Integral (REDI) y estas a su vez se dividen en Zonas Operativas de Defensa Integral (ZODI).

## Comandantes de REDI
Los comandantes actuales de las REDI son:
| REDI OCCIDENTAL         | REDI OCCIDENTAL                                | REDI OCCIDENTAL                                | COMPONENTE                   |
| ----------------------- | ---------------------------------------------- | ---------------------------------------------- | ---------------------------- |
| COMANDANTE DE REDI      | M/G Renier Enrique Urbáez Fermín               | M/G Renier Enrique Urbáez Fermín               | Ejército Bolivariano         |
|                         |                                                |                                                |                              |
| REDI LOS ANDES          | REDI LOS ANDES                                 | REDI LOS ANDES                                 | COMPONENTE                   |
| COMANDANTE DE REDI      | M/G Manuel Enrique Castillo Rengifo            | M/G Manuel Enrique Castillo Rengifo            | Ejército Bolivariano         |
|                         |                                                |                                                |                              |
| REDI LOS LLANOS         | REDI LOS LLANOS                                | REDI LOS LLANOS                                | COMPONENTE                   |
| COMANDANTE DE REDI      | M/G Sidney Ramón Lázaro Partidas               | M/G Sidney Ramón Lázaro Partidas               | Aviación Militar Bolivariana |
|                         |                                                |                                                |                              |
| REDI CENTRAL            | REDI CENTRAL                                   | REDI CENTRAL                                   | COMPONENTE                   |
| COMANDANTE DE REDI      | M/G José Antonio Murga Baptista                | M/G José Antonio Murga Baptista                | Ejército Bolivariano         |
|                         |                                                |                                                |                              |
| REDI CAPITAL            | REDI CAPITAL                                   | REDI CAPITAL                                   | COMPONENTE                   |
| COMANDANTE DE REDI      | M/G Javier José Marcano Tábata                 | M/G Javier José Marcano Tábata                 | Ejército Bolivariano         |
|                         |                                                |                                                |                              |
| REDI ORIENTAL           | REDI ORIENTAL                                  | REDI ORIENTAL                                  | COMPONENTE                   |
| COMANDANTE DE REDI      | M/G Winder Enrique González Urdaneta           | M/G Winder Enrique González Urdaneta           | Guardia Nacional Bolivariana |
|                         |                                                |                                                |                              |
| REDI GUAYANA            | REDI GUAYANA                                   | REDI GUAYANA                                   | COMPONENTE                   |
| COMANDANTE DE REDI      | M/G Wilfredo Alexander Medrano Machado         | M/G Wilfredo Alexander Medrano Machado         | Ejército Bolivariano         |
|                         |                                                |                                                |                              |
| REDI MARÍTIMA E INSULAR | REDI MARÍTIMA E INSULAR                        | REDI MARÍTIMA E INSULAR                        | COMPONENTE                   |
| COMANDANTE DE REDI      | Almirante Ashraf Abdel Hadi Suleimán Gutiérrez | Almirante Ashraf Abdel Hadi Suleimán Gutiérrez | Armada Bolivariana           |

Cabe destacar que todos los comandantes de REDI están bajo el comando de la CEOFANB y la conducción del G/J Domingo Hernández Lárez.